# Liste der Bodendenkmäler in Mauern
Auf dieser Seite sind die Bodendenkmäler in der oberbayerischen Gemeinde Mauern zusammengestellt. Diese Tabelle ist eine Teilliste der Liste der Bodendenkmäler in Bayern. Grundlage ist die Bayerische Denkmalliste, die auf Basis des Bayerischen Denkmalschutzgesetzes vom 1. Oktober 1973 erstmals erstellt wurde und seither durch das Bayerische Landesamt für Denkmalpflege geführt wird. Die folgenden Angaben ersetzen nicht die rechtsverbindliche Auskunft der Denkmalschutzbehörde.

## Bodendenkmäler der Gemeinde Mauern

### Bodendenkmäler in der Gemarkung Enghausen
| Lage                 | Objekt | Akten-Nr.     | Bild |
| -------------------- | --- | ------------- | ---- |
| Enghausen (Standort) | Siedlung vorgeschichtlicher Zeitstellung. | D-1-7437-0034 |      |
| Enghausen (Standort) | Untertägige mittelalterliche und frühneuzeitliche Befunde im Bereich der Katholischen Filialkirche Hl. Kreuzauffindung in Enghausen und ihrer Vorgängerbauten. Siehe auch: Hl. Kreuzauffindung (Enghausen) | D-1-7437-0174 |      |

### Bodendenkmäler in der Gemarkung Margarethenried
| Lage                       | Objekt                                              | Akten-Nr.     | Bild |
| -------------------------- | --------------------------------------------------- | ------------- | ---- |
| Margarethenried (Standort) | Siedlung vor- und frühgeschichtlicher Zeitstellung. | D-1-7437-0035 |      |

### Bodendenkmäler in der Gemarkung Mauern
| Lage              | Objekt | Akten-Nr.     | Bild |
| ----------------- | --- | ------------- | ---- |
| Mauern (Standort) | Siedlung des Neolithikums, der Bronzezeit und Urnenfelderzeit sowie der Latènezeit. | D-1-7437-0015 |      |
| Mauern (Standort) | Siedlung der Urnenfelderzeit. | D-1-7437-0016 |      |
| Mauern (Standort) | Siedlung der Bronzezeit. | D-1-7437-0019 |      |
| Mauern (Standort) | Siedlung der Bronzezeit und Urnenfelderzeit sowie der römischen Kaiserzeit. | D-1-7437-0021 |      |
| Mauern (Standort) | Siedlung des Altneolithikums (Linearbandkeramik), des Mittelneolithikums (Stichbandkeramik), des Jungneolithikums (Münchshöfener Kultur), der Bronzezeit und der Latènezeit sowie Brandgräber der Hallstattzeit. | D-1-7437-0022 |      |
| Mauern (Standort) | Siedlung des Mittelneolithikums (Gruppe Oberlauterbach) und des Jungneolithikums (Altheimer Kultur), der Bronzezeit und der Hallstatt- oder Latènezeit.                                                          | D-1-7437-0023 |      |
| Mauern (Standort) | Siedlung der Urnenfelderzeit. | D-1-7437-0024 |      |
| Mauern (Standort) | Siedlung des Neolithikums. | D-1-7437-0025 |      |
| Mauern (Standort) | Siedlung der Latènezeit. | D-1-7437-0026 |      |
| Mauern (Standort) | Siedlung vorgeschichtlicher Zeitstellung, unter anderem des Mittelneolithikums (Stichbandkeramik) und der Latènezeit.                                                                                            | D-1-7437-0029 |      |
| Mauern (Standort) | Siedlung des Neolithikums. | D-1-7437-0036 |      |
| Mauern (Standort) | Untertägige mittelalterliche und frühneuzeitliche Befunde im Bereich der Katholischen Pfarrkirche St. Johannes der Täufer in Mauern. Siehe auch: St. Johannes der Täufer (Mauern)                                | D-1-7437-0088 |      |
| Mauern (Standort) | Untertägige spätmittelalterliche und frühneuzeitliche Befunde im Bereich des ehemaligen Hofmarkschlosses Mauern und seiner Vorgängerbauten mit barocker Gartenanlage. Siehe auch: Schloss Mauern                 | D-1-7437-0178 |      |

### Bodendenkmäler in der Gemarkung Reichersdorf
| Lage                    | Objekt | Akten-Nr.     | Bild |
| ----------------------- | --- | ------------- | ---- |
| Reichersdorf (Standort) | Siedlung der Latènezeit. | D-1-7437-0018 |      |
| Reichersdorf (Standort) | Siedlung vor- und frühgeschichtlicher Zeitstellung. | D-1-7437-0031 |      |
| Reichersdorf (Standort) | Siedlung vorgeschichtlicher Zeitstellung. | D-1-7437-0032 |      |
| Reichersdorf (Standort) | Grabenwerk vor- und frühgeschichtlicher Zeitstellung. | D-1-7437-0033 |      |
| Reichersdorf (Standort) | Untertägige mittelalterliche und frühneuzeitliche Befunde im Bereich der Katholischen Filialkirche St. Ulrich in Dürnseiboldsdorf und ihres Vorgängerbaus. Siehe auch: St. Ulrich (Dürnseiboldsdorf)  | D-1-7437-0172 |      |
| Reichersdorf (Standort) | Untertägige mittelalterliche und frühneuzeitliche Befunde im Bereich der Katholischen Filialkirche St. Michael von Schwarzersdorf und ihrer Vorgängerbauten. Siehe auch: St. Michael (Schwarzersdorf) | D-1-7437-0190 |      |

### Bodendenkmäler in der Gemarkung Schweinersdorf
| Lage                      | Objekt | Akten-Nr.     | Bild |
| ------------------------- | --- | ------------- | ---- |
| Schweinersdorf (Standort) | Grabhügel vorgeschichtlicher Zeitstellung. | D-1-7437-0006 |      |
| Schweinersdorf (Standort) | Siedlung des Mittelneolithikums (Stichbandkeramik, Gruppe Oberlauterbach). | D-1-7437-0008 |      |
| Schweinersdorf (Standort) | Grabenwerk und Siedlung des Altneolithikums (Linearbandkeramik), der frühen Bronzezeit, der Urnenfelderzeit und der Hallstattzeit sowie Villa rustica der römischen Kaiserzeit. Siehe auch: Villa Rustica (Niederndorf) | D-1-7437-0009 |      |
| Schweinersdorf (Standort) | Siedlung vorgeschichtlicher Zeitstellung, unter anderem der Jungneolithikums (Münchshöfener Kultur). | D-1-7437-0011 |      |
| Schweinersdorf (Standort) | Siedlung des Mittelneolithikums (Stichbandkeramik, Gruppe Oberlauterbach), des Jungneolithikums (Münchshöfener Kultur), der Bronzezeit sowie Siedlung mit Hofgrablegen des frühen Mittelalters.                         | D-1-7437-0014 |      |
| Schweinersdorf (Standort) | Siedlung des Altneolithikums (Linearbandkeramik). | D-1-7437-0017 |      |
| Schweinersdorf (Standort) | Erdstall des hohen Mittelalters. | D-1-7437-0027 |      |
| Schweinersdorf (Standort) | Siedlung des Jungneolithikums (Münchshöfener Kultur), der Urnenfelderzeit und der römischen Kaiserzeit. | D-1-7437-0090 |      |
| Schweinersdorf (Standort) | Untertägige mittelalterliche und frühneuzeitliche Befunde im Bereich der Katholischen Filialkirche St. Petrus in Scheckenhofen. Siehe auch: St. Petrus (Scheckenhofen)                                                  | D-1-7437-0188 |      |
| Schweinersdorf (Standort) | Siedlung vorgeschichtlicher Zeitstellung. | D-1-7537-0268 |      |